# Al-Maragha
Al-Maragha (arab. المراغة) – miasto w Egipcie, w muhafazie Sauhadż. W 2006 roku liczyło 38 393 mieszkańców.